# Deckflügel
Deckflügel (auch Flügeldecken) ist ein Sammelbegriff für verschiedene Typen verdickter und verhärteter Vorderflügel vieler Insekten. Durch eine stärkere Sklerotisierung wird eine höhere Festigkeit erreicht. Damit dies nicht zu übermäßig starren und spröden Flügeln führt, findet in der Regel auch eine stärkere Chitinisierung statt.

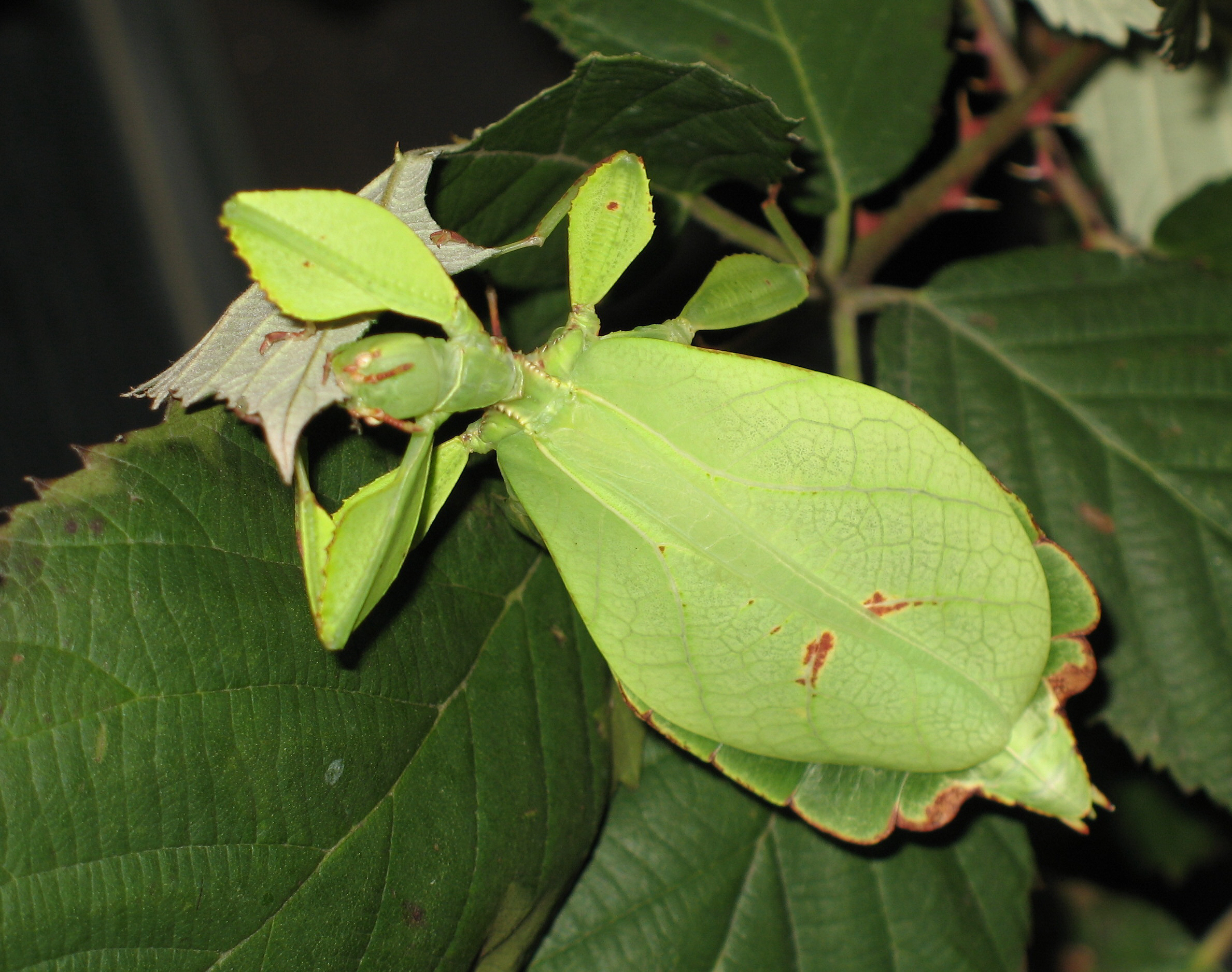
Wandelndes Blatt (hier Weibchen von Phyllium philippinicum) mit als Tegmina ausgebildeten Deckflügeln

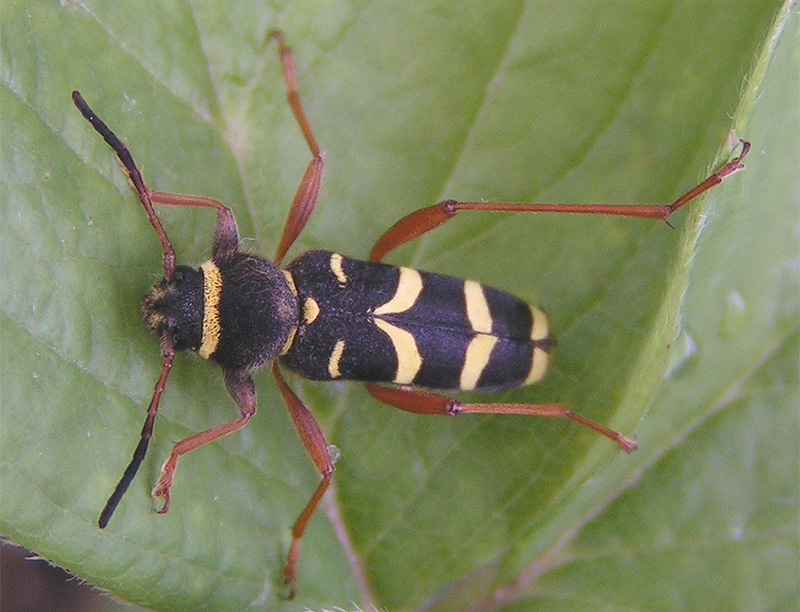
Warntracht auf den Deckflügeln des Echten Widderbocks
(Clytus arietis)

## Deckflügeltypen
Je nach Art und Verteilung der verdickten Bereiche werden verschiedene Deckflügeltypen unterschieden:
- Elytren sind die stets aderlosen, oft stark verdickten Vorderflügel von Käfern (Coleoptera), Ohrwürmern (Dermaptera) und anderen Insekten. Bei Käfern ist zudem der Seitenrand umgeschlagen und bildet die so genannten Epipleuren.

- Tegmina sind die stets mit noch deutlich erkennbarer, von den Tracheen abstammender Aderung versehenen, verdickten Vorderflügel von Gespenstschrecken (Phasmatodea), Schaben (Blattodea), Kurz- (Caelifera) und Langfühlerschrecken (Ensifera) und anderen Insekten.

- Hemielytren sind die im basalen Teil zu zwei Dritteln verdickten Vorderflügel der Wanzen (Heteroptera). Ihr hinteres Drittel ist membranös.

- Pseudoelytren sind die, nur wenig dicker als die Hinterflügel ausgebildeten, Vorderflügel einiger Insekten.

## Epipleuren
Als Epipleuren, auch falsche Epipleuren oder Pseudopleuren, werden bei Käfern die herabgebogenen Seitenstreifen der Flügeldecken und des Pronotums bezeichnet. Der Begriff wird auch für die Epipleurite benutzt, die unter den Flügeln liegenden Gelenkstücke, die als von der Pleure oben abgetrennte Stücke entstanden sind.

## Funktion der Deckflügel
Alle Typen von Deckflügeln haben die Funktion, das Abdomen und – soweit vorhanden – die empfindlichen Hinterflügel vor mechanischen Einflüssen zu schützen. Da sie stets pigmentiert sind, tragen sie oft deutlich zum Erscheinungsbild des jeweiligen Insekts bei. Das heißt, dass sie sowohl wichtiger Teil der Tarnung (z. B. bei den Wandelnden Blättern) als auch Träger von Warnsignalen (z. B. bei den Marienkäfern) oder Teil der Warntracht sein können (z. B. beim Echten Widderbock).

## Lage im Flug

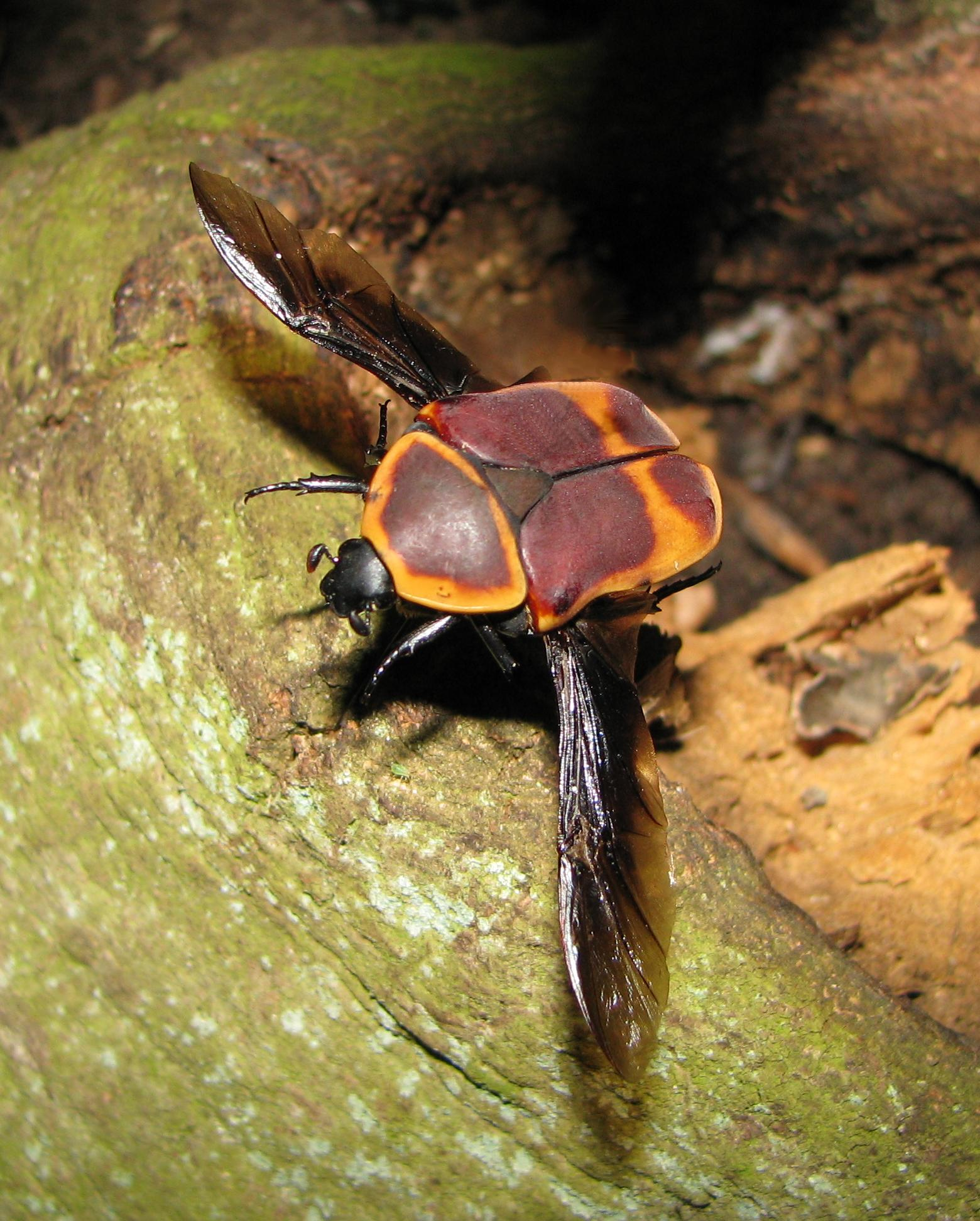
Präparierter Kongo-Rosenkäfer
(Pachnoda marginata peregrina)
mit unter den Deckflügeln heraus entfalteten Flügeln

In Ruhe bedecken die Deckflügel das Abdomen oder je nach Länge wenigstens Teile davon.
Im Flug werden sie schräg nach vorn geklappt, damit das hintere, das Fliegen ermöglichende Flügelpaar entfaltet werden kann. Nur bei den Rosenkäfern (Cetoniinae) werden die Deckflügel nach dem Entfalten der Hinterflügel wieder über das Abdomen gelegt. Die Hinterflügel bleiben durch spezielle Aussparungen am Rand der beim Fliegen geschlossenen Deckflügel voll entfaltet und funktionsfähig.

## Form und Größe
Deckflügel können behaart, beborstet, bedornt, glatt oder skulpturiert sein. Nicht immer bedecken sie das gesamte Abdomen:
- Die Elytren der Kurzflügler (Staphylinidae), Ölkäfer (Meloidae) und einiger Bockkäfer (Cerambycidae) sind stark verkürzt und lassen fast das gesamte Abdomen frei. Bei Weichkäfern (Cantharidae) und Werftkäfern (Lymexylonidae) lassen sie nur die Abdomenspitze frei. Bei anderen Käfergruppen können die beiden Elytren an der Flügeldeckennaht verwachsen sein wie bei einigen Laufkäfern (Carabidae).[3]

- Auch die Tegmina vieler Gespenstschrecken, Schaben, Kurz- und Langfühlerschrecken sind stark verkürzt und bedecken häufig nur die Basis der Hinterflügel.

## Bilder

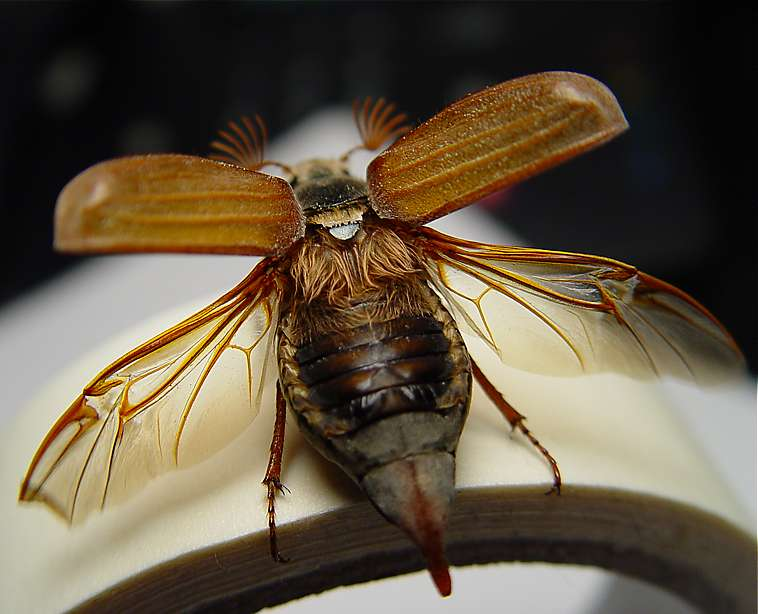
Männlicher Feldmaikäfer (Melolontha melolontha) beim Abflug mit geöffneten Deckflügeln
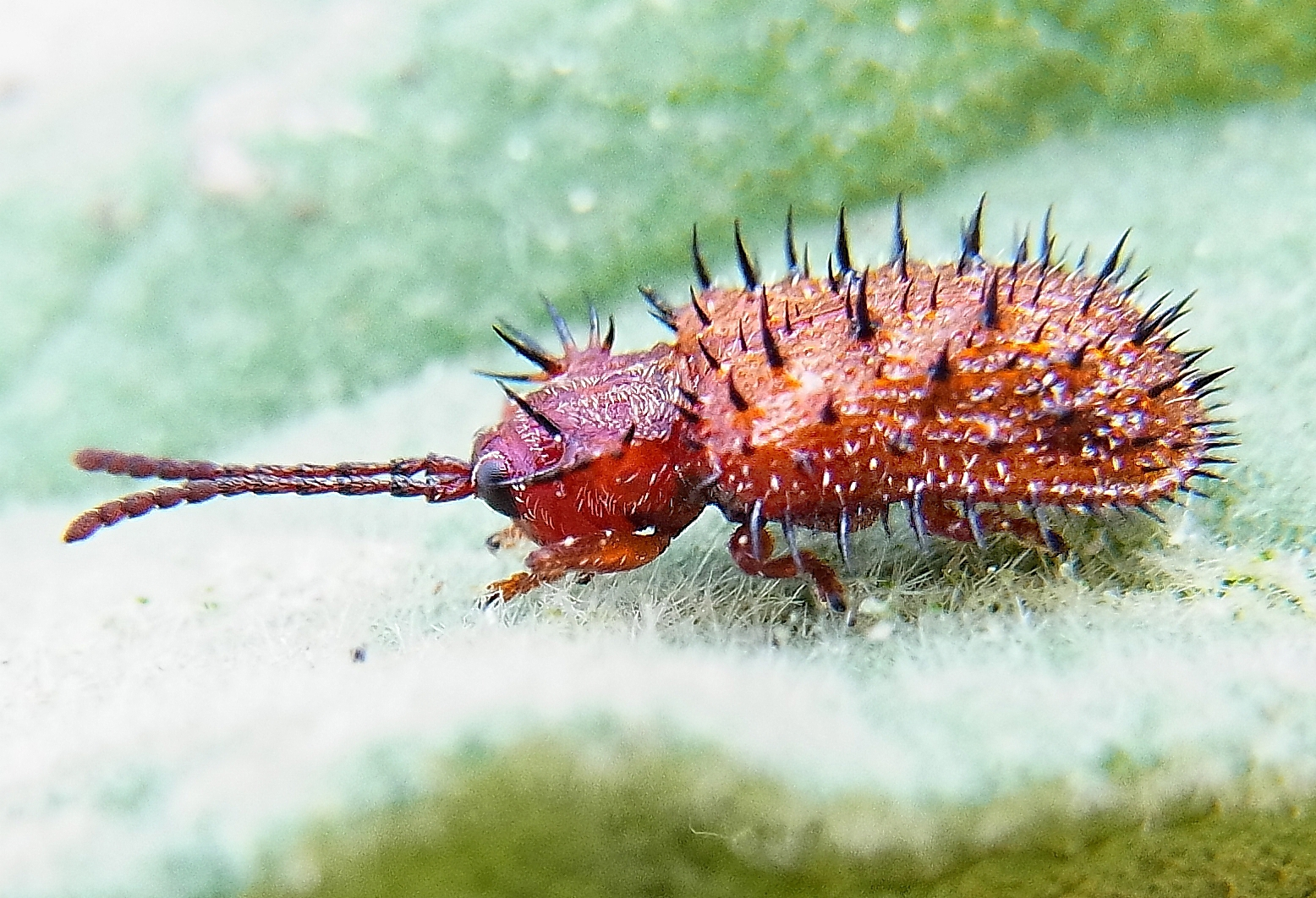
Dicladispa testacea mit bedornten Deckflügeln
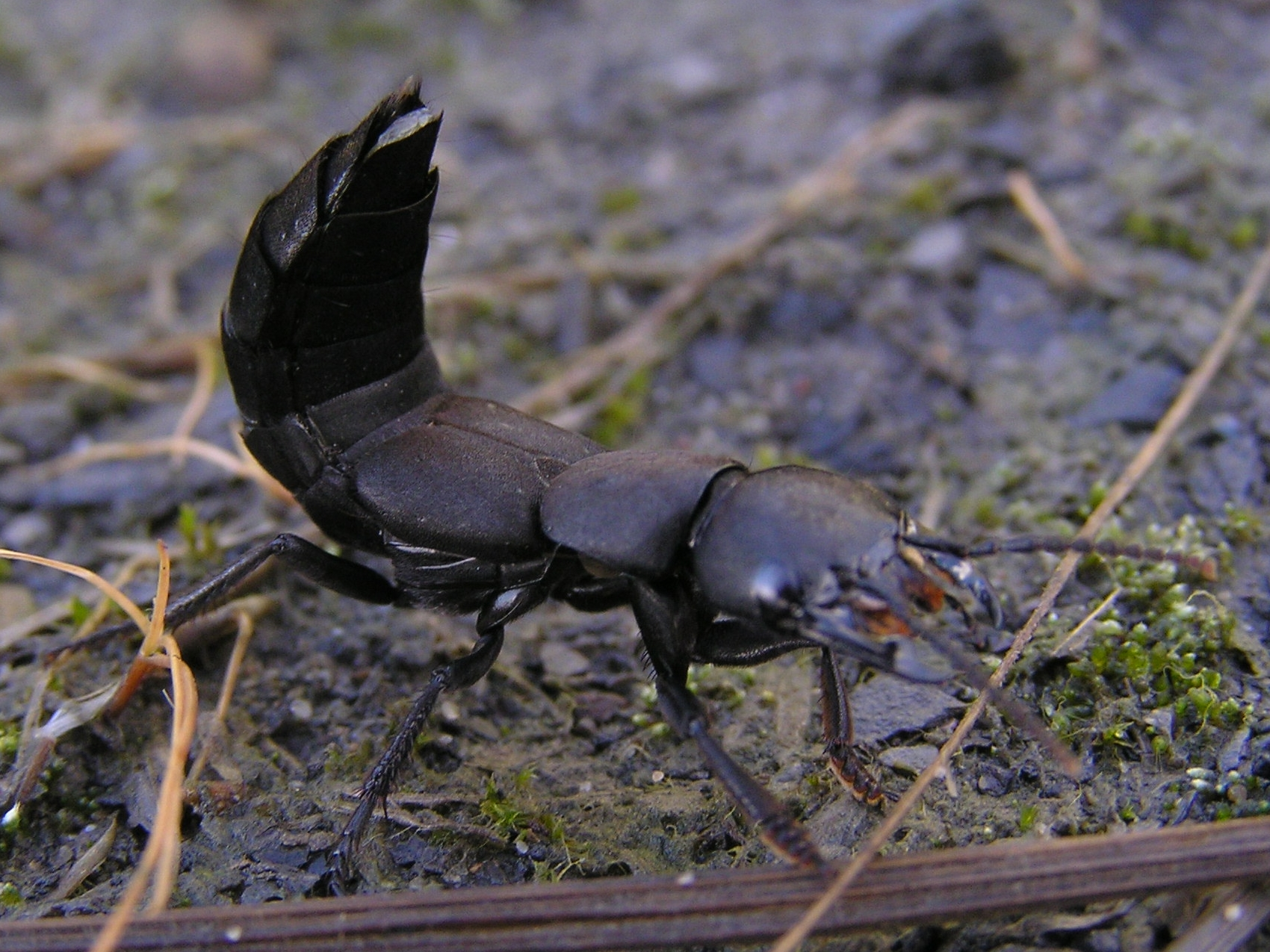
Ocypus olens mit verkürzten Deckflügeln
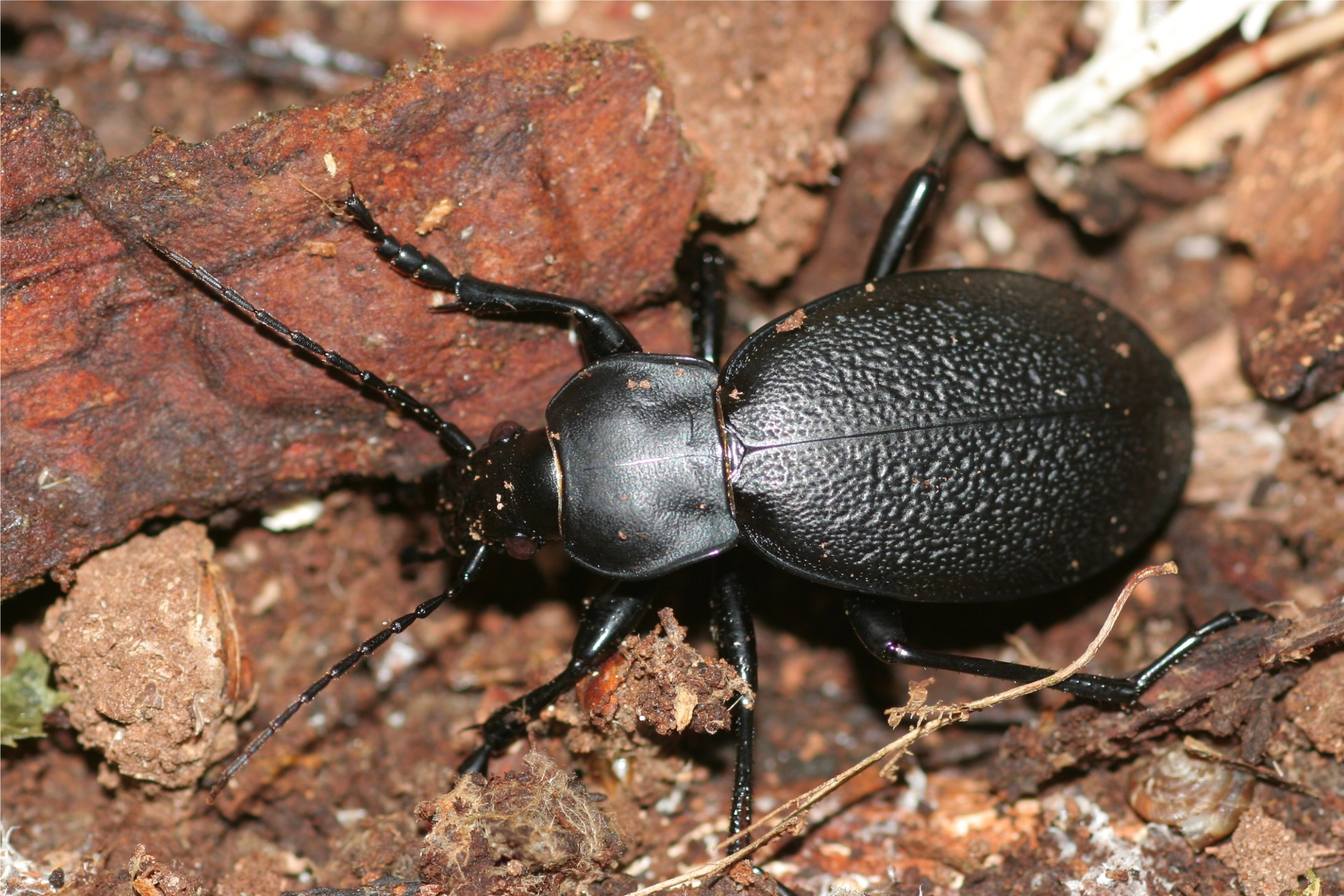
Lederlaufkäfer (Carabus coriaceus) mit geschlossenen und verwachsenen Deckflügeln